# Sool (Somalia)
Sool (arabisch صول, DMG Ṣaul) ist eine Region im Norden Somalias. Sie ist zwischen dem international nicht anerkannten, de facto unabhängigen Somaliland und dem selbsterklärten somalischen Teilstaat Puntland umstritten, 2007 kam es zu Kämpfen zwischen beiden Seiten. Ihre Hauptstadt ist Las Anod.
Die Nachbarregionen sind im Westen Togdheer, im Norden Sanaag, im Nordosten Bari und im Osten Nugaal. Sool grenzt im Süden an die Region Somali in Äthiopien und hat keinen Meeranschluss. Früher war die Region Teil von Nugaal.
Wichtigster Clan der Region ist Dhulbahante, Subclan der Harti-Darod. In Sool lag das Fort Taleh (Taleex) der Aufständischen gegen die britische Kolonialmacht unter Mohammed Abdullah Hassan.